# Johnny Trí Nguyễn
Nguyễn Chánh Minh Trí (sinh ngày 16 tháng 1 năm 1974), thường được biết đến với nghệ danh Johnny Trí Nguyễn, là một nam diễn viên kiêm võ sư người Mỹ gốc Việt. Anh để lại ấn tượng với khán giả qua các vai nam chính trong các phim võ thuật Dòng máu anh hùng, Bẫy rồng và Bụi đời Chợ Lớn. Ngoài ra, anh cũng có lối diễn xuất hài hước trong các phim hài Hồn Trương Ba, da hàng thịt, Nụ hôn thần chết, Cưới ngay kẻo lỡ và Tèo em.
Anh là em trai của nhà làm phim Charlie Nguyễn, cả hai cùng với danh hài Vân Sơn đều là cháu ruột của diễn viên Nguyễn Chánh Tín.

## Tiểu sử
Nguyễn Chánh Minh Trí sinh ngày 16 tháng 1 năm 1974 tại Bình Dương, Trí là con út của gia đình, anh cả Nguyễn Chánh Trực (Charlie Nguyễn), chị gái Nguyễn Chánh Thanh Trúc (Tawny Nguyễn). Một quãng thời gian gia đình gửi Trực lên nhà dì ở Sài Gòn, còn Trí và Trúc cùng cha, mẹ sống ở Trung An, Mỹ Tho. Trí cùng gia đình sang định cư ở Hoa Kỳ từ năm 1982, anh lấy tên tiếng Anh là Johnny Trí Nguyễn. Họ sống tại Texas được 3 tháng rồi chuyển đến California với 500USD làm vốn; Trí và Trực phát tờ rơi phụ giúp cha họ là kỹ thuật viên của một ngôi trường, trong khi mẹ họ đổi việc liên tục. Đến lúc 9 tuổi, Trí bắt đầu học lớp 1 tập cả tiếng Anh lẫn tiếng Việt và tốt nghiệp cấp 3 năm 17 tuổi.

## Sự nghiệp
Dù yêu thích nghệ thuật nhưng mẹ Trí lại muốn anh theo học ngành kĩ sư điện, anh dự định thi vào trường đại học UC Santa Barbara. Theo lời khuyên của anh trai, Trí quyết định không thi vào Đại học UC Santa Barbara. Trí nhập học tại trường Cao đẳng cộng đồng Golden West College; anh cùng Trực học hỏi và bắt đầu với công việc quay phim, hầu hết các MV của các ca sĩ hải ngoại lúc bấy giờ có anh em họ tham gia sản xuất.
Từ nhỏ, Trí đã được học võ vì gia đình anh có truyền thống võ học. Học và nghiên cứu khá nhiều loại võ, nhưng cho đến khi làm quen với wushu, Trí mới thực sự tìm thấy đam mê. Năm 1997, anh được vào đội tuyển wushu của Mỹ, từng là thành viên đại diện cho Hoa Kỳ tranh giải wushu toàn thế giới. Năm 1998, anh giành được 2 Huy chương vàng Giải toàn Bắc Mỹ - Nam Mỹ tại Canada. Cũng chính nhờ đó, Trí có cơ hội mời đóng stunt (người đóng thế thân) cho loạt phim truyền hình Mortal Kombat: Conquest và sau đó còn được mời đóng một vai nhỏ trong Martial Law, bước chân đầu tiên đến Hollywood.
Làm người đóng thế được vài năm, Trí ngừng hẳn việc đóng phim, tập trung luyện võ. Cũng trong thời gian này, Trí đi làm ánh sáng và phụ quay cho các đoàn phim để kiếm sống và có tiền ăn học. Thế rồi những lời mời lại tiếp tục kéo Trí rời khỏi ghế trường đại học.
Làm người đóng thế ở Hollywood đem đến cuộc sống tạm ổn. Giới người đóng thế không nhiều, đóng phim này, quen người mới, lại được giới thiệu sang phim khác. Trí Nguyễn lần lượt đóng thế các pha hành động trong nhiều bộ phim, từ những vai nhỏ cho đến những vai lớn, qua các phim We Were Soldiers, Spider-Man (đóng thế cho Green Goblin), Ella Enchanted, Starship Troopers 2: Hero of the Federation, Spider-Man 2 (đóng vai Người Nhện trong pha đánh nhau trên nóc tàu cao tốc), Collateral, Color Blind (phim ngắn của đạo diễn Việt Kiều Ethan Trần, do vợ chồng Trí cùng thủ vai chính), Serenity, Jarhead và The Perfect Sleep.
Cũng chính nhờ đó, tên tuổi của Trí bắt đầu được chú ý. Một người bạn Trí khi làm phim Tom-Yum-Goong ở Thái Lan nghe đoàn phim này đang casting một nam diễn viên người Việt biết võ thuật để vào vai kẻ thù của Tony Jaa đã giới thiệu Trí. Trí gửi băng demo sang, và anh được mời tham gia. Tom-Yum-Goong là một phim hành động, vì thế đất diễn của Trí Nguyễn cũng chỉ là những pha đánh đấm ngoạn mục.

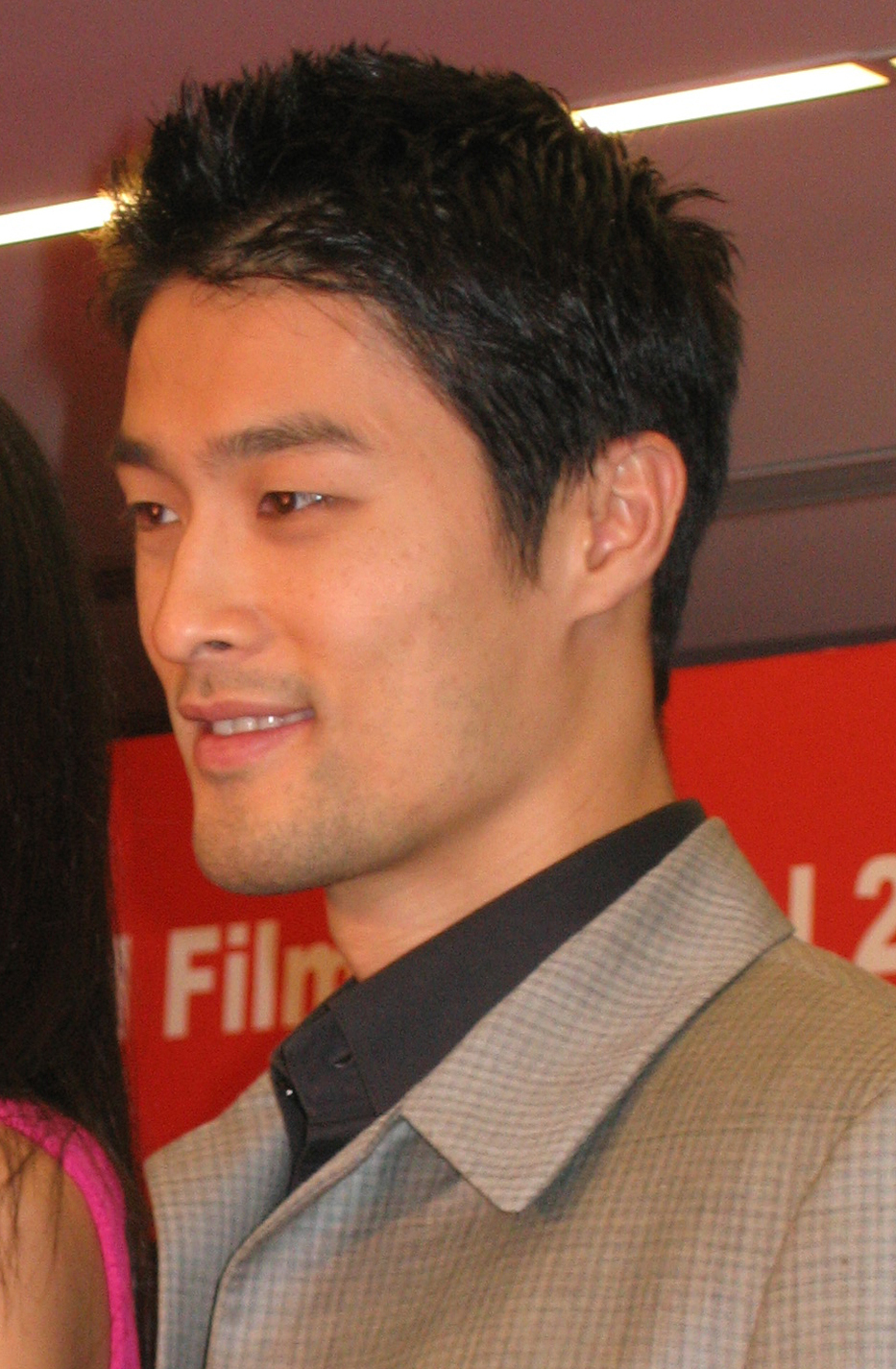
Johnny Trí Nguyễn vào năm 2007

Năm 2000, anh Trực mời Trí về Việt Nam để quay clip ca nhạc, đồng thời làm người quay phim cho bộ phim Vật đổi sao dời. Trí ấp ủ có một vai diễn riêng cho mình, anh trở về Mỹ học thêm về diễn xuất trong 5 năm. Năm 2005, Trí được mời đóng một vai phản diện trong phim Tom Yum Goong của Thái Lan. Giữa năm 2005, Trí trở về Việt Nam quyết định bắt tay vào làm một bộ phim cho chính mình. Anh bắt đầu nghiên cứu về lịch sử Việt Nam, đồng thời tìm hiểu sách dạy viết kịch bản của Robert McKee để chuẩn bị cho bộ phim Dòng máu anh hùng - The Rebel. Định mời quay phim Trinh Hoan đảm nhận phần hình ảnh, Trí bất ngờ nhận được lời mời của Trinh Hoan và đạo diễn Nguyễn Quang Dũng đóng vai chính trong bộ phim Hồn Trương Ba, da hàng thịt. Ngay khi đọc bản thảo kịch bản phim Hồn Trương Ba, da hàng thịt, Trí đã bị lôi cuốn và nhận lời ngay tức thì. Sau khi hoàn thành vai diễn trong phim Hồn Trương Ba, da hàng thịt, Trí lập tức bắt tay vào bộ phim Dòng máu anh hùng.
Trí không những giỏi võ thuật mà anh cũng rất cừ trong các môn khác như bóng rổ, cưỡi ngựa, bơi lội, đua xe, trượt tuyết, bắn súng, chơi Ghi-ta. Mùa hè 1988, anh là thành viên trong đội tuyển Wushu Hoa Kỳ, anh đã đoạt được 1 huy chương vàng tại giải Vô địch Panamerican Wushu kỳ 2 tại Toronto.
Một phần võ thuật của anh là học từ ông nội, võ sư Nguyễn Chánh Minh. Trong những năm 1930, ông Minh học được rất nhiều bài quyền khác nhau từ các võ sư khắp Nam Kỳ và ông đã chắt lọc tinh túy, đúc kết các kỹ thuật để dạy cho các con và môn đệ một phong cách võ mới gọi là Liên Phong. Từ tháng 4 năm 2012, Trí Nguyễn đã mở lò dạy võ gia truyền tại Nhà Bè, Thành phố Hồ Chí Minh.

## Đời tư
Anh kết hôn với ca sĩ Việt Thi (Vũ Lynn Cathy) vào năm 2000 và có hai con gái: Minh Trang Hailey và Thanh An Tailor. Trước đây, Johnny Trí Nguyễn (với nghệ danh cũ Minh Trí) và vợ anh cùng làm ca sĩ độc quyền cho Trung tâm Vân Sơn. Anh từng phát hành CD Asian Girls với những bài hát Anh-Việt do anh viết lời như "Vietnamese Boy", "Ánh mắt đưa tình", "One Night in Saigon"… Cả hai ngừng chung sống với nhau từ năm 2008. Anh từng có mối quan hệ với Ngô Thanh Vân. Anh và nữ diễn viên Nhung Kate từng có cuộc tình kéo dài hơn 10 năm.

## Vai diễn

### Phim Việt Nam đã tham gia
| Năm             | Tựa phim                             | Vai diễn                   | Ghi chú                                                 |
| --------------- | ------------------------------------ | -------------------------- | ------------------------------------------------------- |
| 2003            | Buổi sáng đầu năm                    | Tuấn                       |                                                         |
| 2006            | Hồn Trương Ba, da hàng thịt          | Trương Ba                  |                                                         |
| 2007            | Dòng máu anh hùng                    | Cường                      |                                                         |
| 2007            | Sài Gòn nhật thực                    | Trọng Hải                  |                                                         |
| 2008            | Nụ hôn thần chết                     | Thần chết Du               |                                                         |
| 2009            | Bẫy rồng                             | Quân / Hổ                  |                                                         |
| 2010            | Để Mai tính                          | Anh chàng đồng tính Johnny |                                                         |
| 2012            | Cưới ngay kẻo lỡ                     | Hồ Sơn                     |                                                         |
| 2013            | Bụi đời Chợ Lớn                      | Phong bụi                  | Phim bị cấm chiếu do có cảnh bạo lực, đâm chém đẫm máu. |
| 2013            | Tèo em                               | Tí                         |                                                         |
| 2014            | Để Mai tính 2                        | Người bán đĩa dạo          |                                                         |
| 2016            | Fan cuồng                            | Gia Nghị                   |                                                         |
| 2017            | Vú em tập sự                         | Trường                     |                                                         |
| (đang sản xuất) | Hộ linh tráng sĩ – Bí ẩn mộ vua Đinh |                            | Chỉ đạo võ thuật                                        |

### Phim nước ngoài đã tham gia
- Da 5 Bloods (2020)
- Irumbu Kuthirai (2014)
- 7 Aum Arivu (2011)
- Adrift (2009)
- Force of Five (2009)
- Adventures of Johnny Tao: Rock Around the Dragon (2007)
- House of the Dead 2: Dead Aim (2005)
- Tom-Yum-Goong (2005, tái phát hành The Protector năm 2006)
- Demon Hunter (2005)
- Color Blind (2005)
- Confessions of an Action Star (2005)
- Sledge: The Untold Story (2005)
- Max Havoc: Curse of the Dragon (2004)
- Ella Enchanted (2004)
- XMA (2004)
- The Shield (2004)
- Alias (2003)[cần dẫn nguồn]
- Cradle 2 the Grave (2003)
- The Master of Disguise (2002)
- Martial Law (1998)

### Phim đã đóng thế
- The Perfect Sleep (2005)
- Jarhead (2005)
- Serenity (2005)
- Color Blind (2005)
- Ella Enchanted (2004)
- Spider-Man 2 (2004)
- Collateral (2004)
- Starship Troopers 2: Hero of Federation (2004)
- Nudity Required (2002)
- Spider-Man (2002)
- We Were Soldiers (2002)
- Angel (1999)
- Charmed (1998)
- Mortal Kombat: Conquest (1998)
- Buffy the Vampire Slayer (1997)

### Với trung tâm Vân Sơn
- Con Gái (Ngọc Lễ) - với Vân Sơn, Thanh Trúc, Việt Thi - Vân Sơn 4 (1996)
- Lột Xác (Trần Anh Việt) - với Quang Minh, Hồng Đào, Vân Sơn, Giáng Ngọc, Thúy Ái - Vân Sơn 14 (1999)
- Girl Of The New Millenium - với Việt Thi - Vân Sơn 15 (2000)
- Super Heroes (Minh Trí, Việt Thi) - với Việt Thi - Vân Sơn 16 (2000)
- Love (LV: Minh Trí) - với Lương Tùng Quang, Việt Thi - Vân Sơn 17 (2000)
- Saying Goodbye - Vân Sơn 18 (2000)
- Best Friend - với Việt Thi - Vân Sơn 19 (2001)
- Can't Take My Eye Of You - với Lương Tùng Quang, Nguyễn Thắng - Vân Sơn 19 (2001)
- One Night In Sai Gon - với Việt Thi - Vân Sơn 20 (2001)
- Em Cô Gái Việt Nam (Huỳnh Nhật Tân, Nguyễn Cư) - với Vân Sơn, Bảo Liêm, Quang Minh, Trường Vũ, Nguyễn Thắng - Vân Sơn 21 (2002)
- Sugar Sugar - với Việt Thi - Vân Sơn 21 (2002)
- Ba Tháng Chớp Nhoáng (Vicky Vũ) - với Quang Minh, Hồng Đào, Việt Thi - Vân Sơn 21 (2002)
- Party - Vân Sơn 23 (2002)
- Asian Girls (Minh Trí) - với Nguyễn Thắng - Vân Sơn 24 (2003)
- Oriental Cowgirl (LV: Minh Trí) - với Việt Thi - Vân Sơn 25 (2003)
- LK New Wave 80's - với Cát Tiên, Andy Quách, Việt Thi - Vân Sơn 26 (2004)
- Nắng Lạ phần 2,3 - với Vân Sơn, Bảo Liêm, Hồng Đào, Lê Huỳnh - Vân Sơn 26 (2004)
- Vietnamese Boy - với Việt Thi - Vân Sơn 26 (2004)
- When I Left That Day - Vân Sơn 27 (2004)
- Khúc Hát Xót Xa - Vân Sơn 29 (2005)
- Đã Lỡ Yêu Em - Vân Sơn 30 (2005)
- Ánh Mắt Đưa Tình - với Việt Thi - Vân Sơn 31 (2005)
- Mơ - Vân Sơn 32 (2005)